# 白刀豆

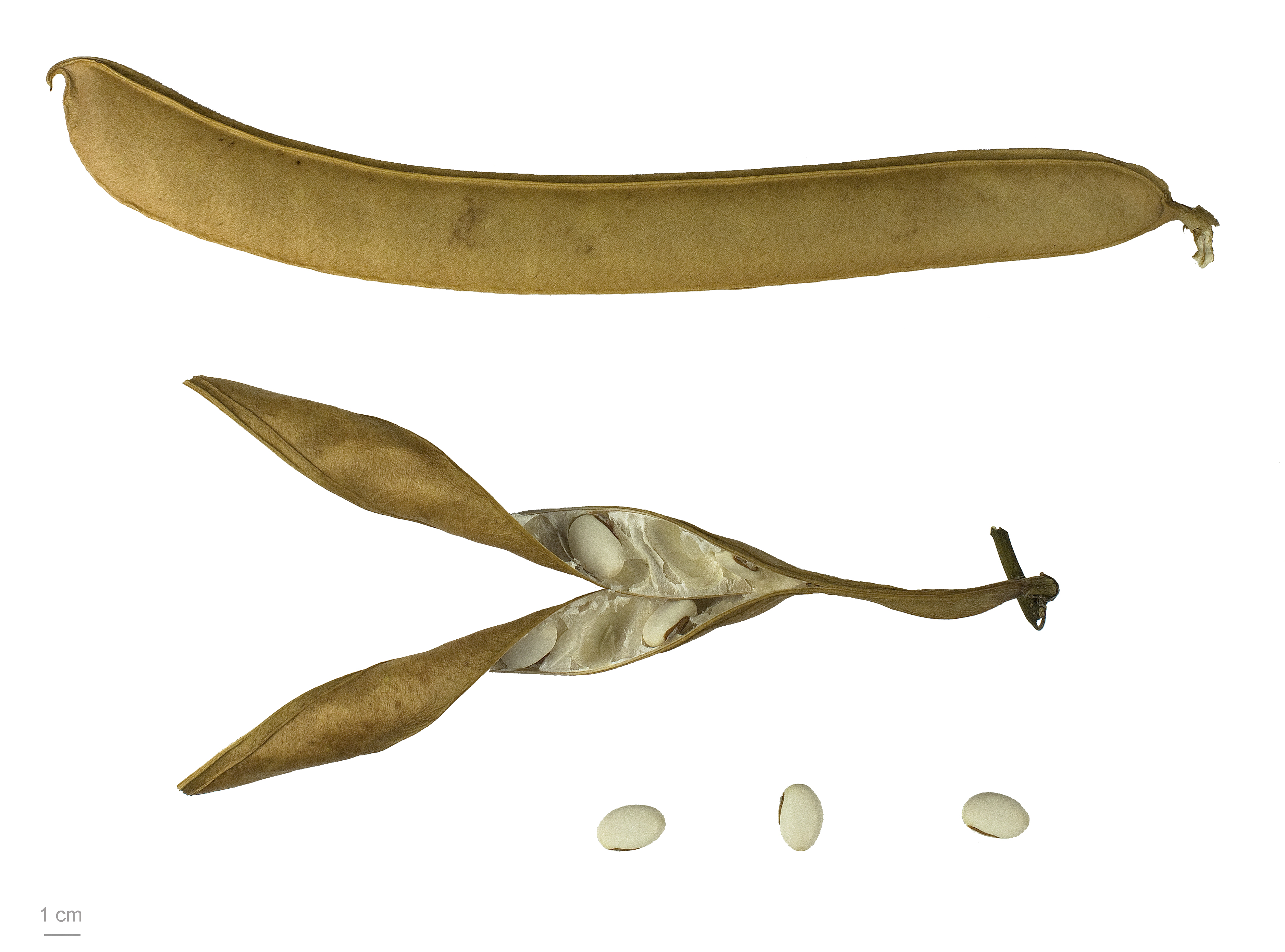
Canavalia ensiformis

矮性刀豆（學名：Canavalia ensiformis），又稱白鳳豆、白刀豆、洋刀豆、立刀豆、刀豆，屬於豆科刀豆屬的一年生纏繞性草質藤本植物。

## 特徵
纏繞性草質藤本植物，可生長至一到兩公尺高。深根，因此可耐旱。可由走莖繁殖。花粉紅或紫色。果夾可達36公分長，種子大，白色。

## 利用
台灣曾由美國引入作為綠肥作物。
豆子微毒，但水煮後可以去除。嫩葉可食。全株可作為飼料，但因為含有尿素酶，不能與含有尿素的物質混合，否則會產生有毒的氨。也因此有在研究用白刀豆作為尿素酶的來源。另外也有含有生化科技中使用的凝集素刀豆蛋白A，用以用在親和層析。
近年來，商人看中了刀豆種子外層堅硬，發芽時生長奇特，因此在其種子表面用鐳射刻上「我愛你」、「生日快樂」等祝福語句後，把它改名為「魔豆」，製成易開罐裝或整粒種子在觀賞花卉市場出售，亦有人把種子藏在人造蛋殼內，稱為「魔蛋」。除白刀豆之外，紅刀豆亦是經常用來製作「魔豆」的刀豆屬植物之一。紅刀豆外型較白刀豆大，表皮是紅色，很容易分辨。